# Vöröshátú ökörszem
A vöröshátú ökörszem (Campylorhynchus capistratus) a madarak osztályának verébalakúak (Passeriformes) rendjébe és az ökörszemfélék (Troglodytidae) családjába tartozó faj.

## Rendszerezése
A fajt René Primevère Lesson orvos és ornitológus írta le 1842-ben, a Picolaptes nembe Picolaptes capistrata néven.

## Alfajai
- Campylorhynchus capistratus nicaraguae (W. Miller & Griscom, 1925) - a csendes-óceáni partvidék mentén Chiapas délkeleti része és Guatemala
- Campylorhynchus capistratus capistratus (Lesson, 1842) - a csendes-óceáni partvidék mentén Guatemala déli része és Salvador
- Campylorhynchus capistratus xerophilus (Griscom, 1930) - a Motagua folyó völgye Guatemalában
- Campylorhynchus capistratus castaneus (Ridgway, 1888) - Guatemala belső területei, Honduras és Nicaragua
- Campylorhynchus capistratus nigricaudatus (Nelson, 1897) - Nicaragua nyugati belső területei
- Campylorhynchus capistratus nicoyae (A. R. Phillips, 1986) - a Nicoya-félsziget Costa Rica területén [2]

## Előfordulása
Mexikó, Costa Rica, Guatemala, Honduras, Nicaragua és Salvador honos. Természetes élőhelyei a szubtrópusi vagy trópusi hegyi esőerdők, mangroveerdők és cserjések. Állandó, nem vonuló faj.

## Megjelenése
|  |

## Természetvédelmi helyzete
Az elterjedési területe nagyon nagy, egyedszáma pedig stabil. A Természetvédelmi Világszövetség Vörös listáján nem fenyegetett fajként szerepel.